# Lustgarten

Rundbau in den Ranelagh Gardens in London, Druck aus dem 18. Jahrhundert

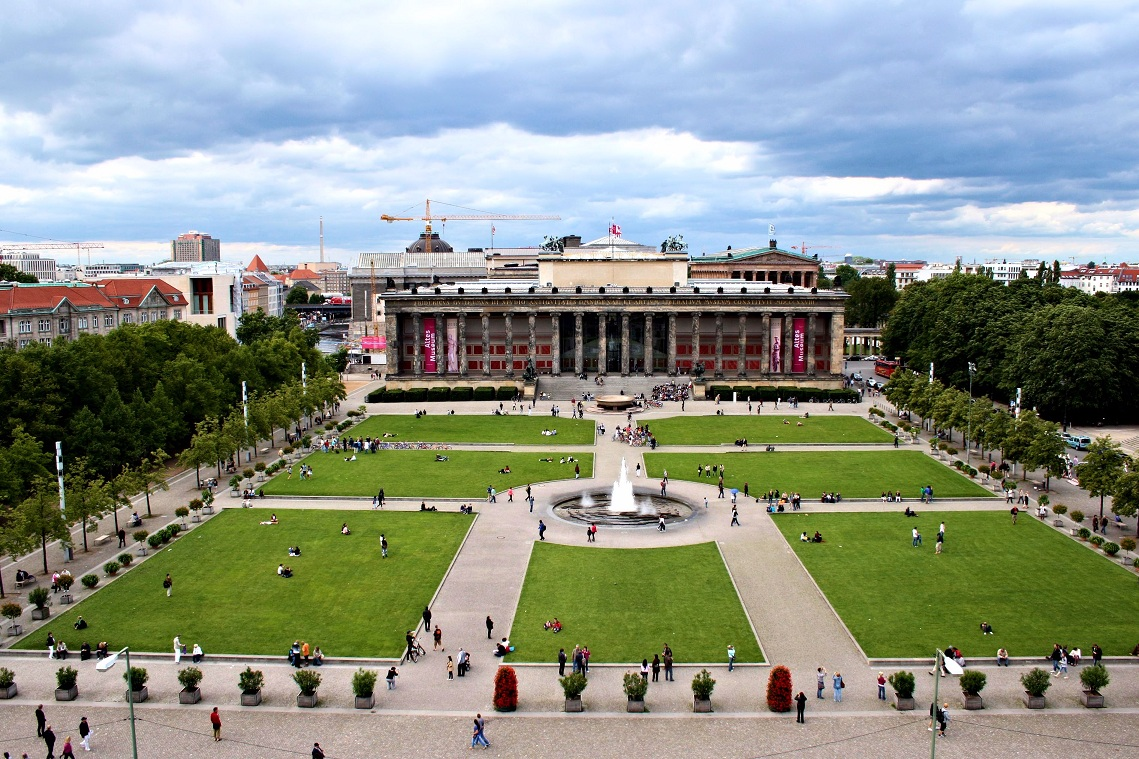
Berliner Lustgarten

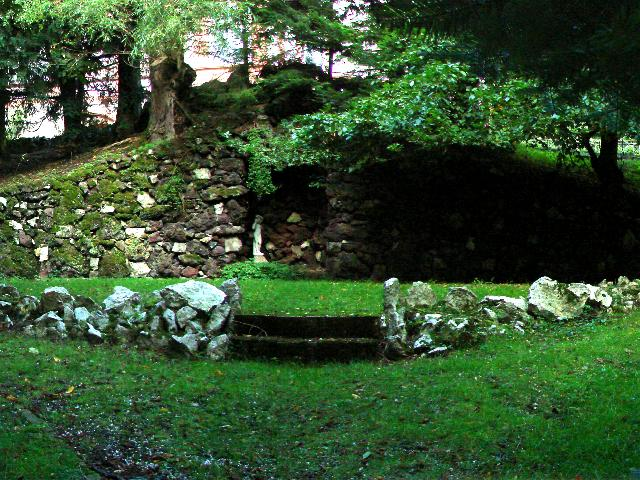
Park der Villa Haas

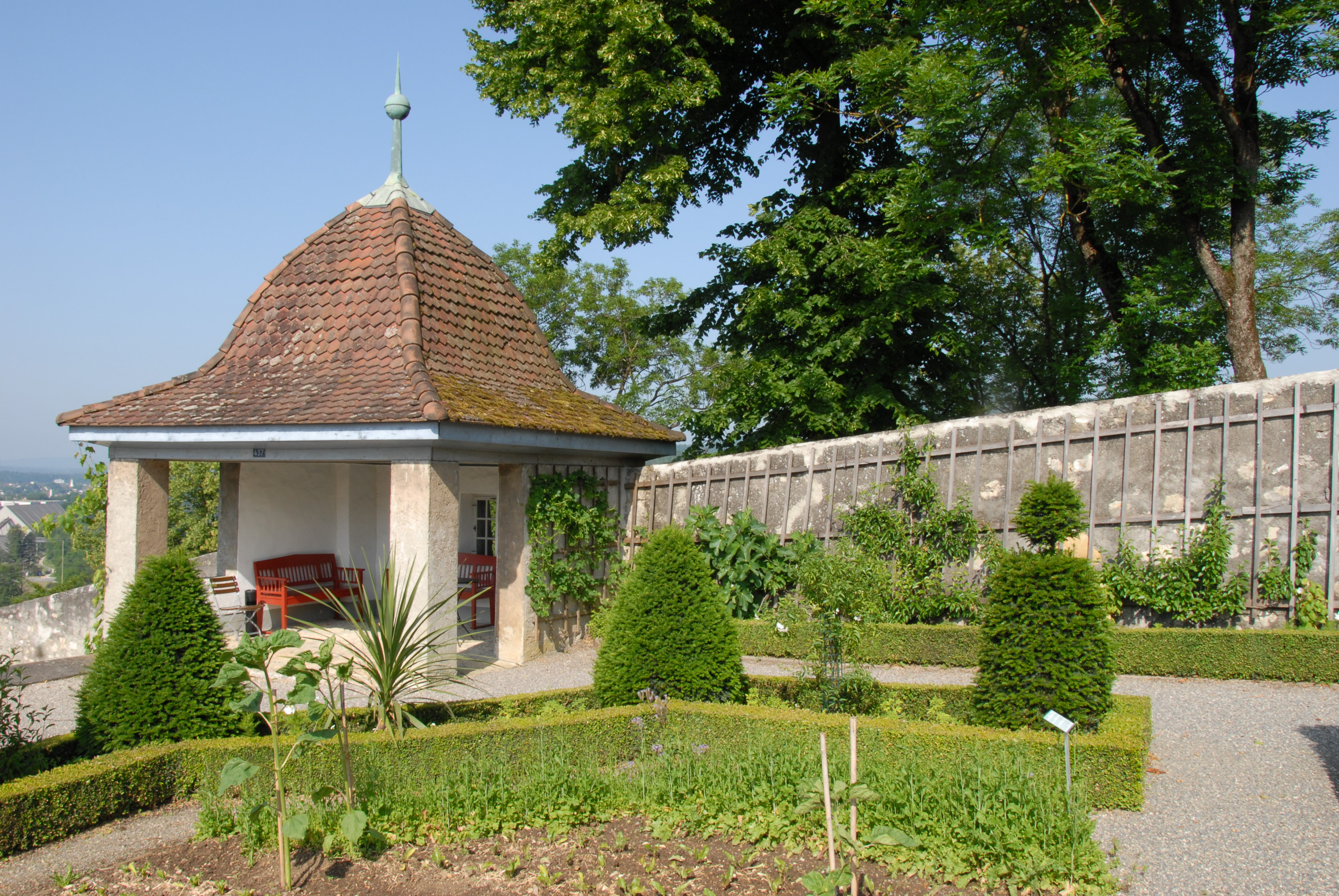
Das Lustgartenhäuschen im Lustgarten des Schlosses Wildegg

Der Lustgarten ist ein (oft parkähnlicher) Garten, der vorrangig der Erholung und Erfreuung der Sinne dient. Er enthält häufig auch zusätzliche Einrichtungen (Gartenlustbarkeiten) wie Konzertsäle, Pavillons, Fahrgeschäfte, Zoos oder Menagerien.
Lustgärten existieren seit vielen Jahrhunderten. Im alten Rom wurde der gestaltete Garten des Sallust (Horti Sallustiani) als privater Garten vom Historiker Sallust entwickelt. Diese Gärten wurden vom römischen Kaiser Tiberius erworben. Sie enthielten viele Pavillons, Skulpturen und einen Tempel der Venus und waren für Jahrhunderte der Öffentlichkeit zugänglich.
Bereits im Mittelalter wurde der von einer Mauer umgebene Lustgarten mit typischen Gestaltungselementen wie Laube, Pergola, Brunnen, Rasen, Bäumen, erhöhten Beeten und Stein- oder Rasenbänken versehen. Von Albertus Magnus stammt aus dem 13. Jahrhundert eine Beschreibung zur Anlage eines Lustgartens.
Im London des 18. und 19. Jahrhunderts gab es viele öffentliche Lustgärten (Pleasure gardens). Sie enthielten häufig große Konzertsäle oder es wurden Promenadenkonzerte aufgeführt. Eine kleinere Version eines britischen Lustgartens ist ein Teegarten, in dem Besucher Tee trinken und schlendern können. Der Lustgarten ist eine von sechs Formen des „vollkommenen Gartens“ aus dem 18. Jahrhundert. Die anderen sind Gemüsegarten, Obstgarten, Park, Orangerie oder Gewächshaus und Menagerie.
Vergnügungsparks, wie der Tivoli in Kopenhagen sind moderne Varianten eines Lustgartens.
Bekannte Lustgärten sind unter anderem:
- in Deutschland:
  - Lustgarten (Berlin),
  - Lustgarten (Bagno Burgsteinfurt),
  - Lustgarten (Detmold),
  - der Stückgarten am Heidelberger Schloss,
  - Prinzessingarten (Jesberg),
  - Alter Botanischer Garten (Marburg),
  - Lustgarten (Potsdam),
  - eine Partie im Schlossgarten (Stuttgart)
  - Lustgarten (Wernigerode),
  - Rokokogarten (Veitshöchheim bei Würzburg)
- in Tschechien:
  - Ahníkov im Okres Chomutov